# Automated Certificate Management Environment
Automated Certificate Management Environment (ACME) プロトコルは、Webサーバと認証局との間の相互作用を自動化するための通信プロトコル で、利用者のWebサーバにおいて非常に低コストでPKIX (X.509)形式の公開鍵証明書の自動展開を可能とする。Let's Encryptサービスに対して、Internet Security Research Groupによって設計された。
ACME プロトコルは、HTTPS上でJSON形式のメッセージ渡しに基づくプロトコルで

、RFC 8555 として公開されている。
Internet Security Research Groupは、ACMEのオープンソースソフトウェアのリファレンス実装を提供:certbotは、PythonによるACMEプロトコルを使用したサーバ証明書管理ソフトウェアの試験的実装であり、boulder は、Go言語で書かれた認証局の実装である。

## 参照
1. 1 2  Steven J. Vaughan-Nichols (2015年4月9日). “Securing the web once and for all: The Let's Encrypt Project”.   ZDNet. 2015年8月7日閲覧。
2. 1 2  “letsencrypt/acme-spec”.   github.com. 2014年11月20日閲覧。
3. ↑  Chris Brook (2014年11月18日). “EFF, Others Plan to Make Encrypting the Web Easier in 2015”.   ThreatPost. 2015年8月7日閲覧。
4. ↑  “Certbot”.  EFF. 2016年8月14日閲覧。
5. ↑  “certbot/certbot”.  GitHub. 2016年6月2日閲覧。
6. ↑  “Announcing Certbot: EFF's Client for Let's Encrypt”.  LWN (2016年5月13日). 2016年6月2日閲覧。
7. ↑  “letsencrypt/boulder”.   github.com. 2015年6月22日閲覧。